# Heterophleps confusella
Heterophleps confusella là một loài bướm đêm trong họ Geometridae.